# Saswad
Saswad oder Sasvad (Marathi: सासवड) ist eine Stadt mit ca. 40.000 Einwohnern im Westen des indischen Bundesstaats Maharashtra. Saswad war im frühen 18. Jahrhundert zeitweise die Hauptstadt des Marathenreiches.

## Lage und Klima
Saswad liegt bei der Einmündung des Chamli in den Karha-River in einer Höhe von ca. 585 m auf dem Dekkan-Plateau etwa 32 km (Fahrtstrecke) südöstlich der Millionenstadt Pune; die Metropolregion von Mumbai ist ca. 180 km in nordwestlicher Richtung entfernt. Das Klima ist meist trocken und warm; Regen (ca. 750–1200 mm/Jahr) fällt hauptsächlich in der sommerlichen Monsunzeit.

## Bevölkerung
| Jahr      | 1991   | 2001   | 2011   |
| Einwohner | 19.536 | 26.689 | 31.821 |

Ca. 93 % der Einwohner sind Hindus und etwa 5 % sind Moslems; der Rest verteilt sich auf andere Religionen (Buddhisten, Sikhs, Jains, Christen). Der Anteil der männlichen Bevölkerung ist ca. 15 % höher als der weibliche.

## Wirtschaft
Die Landwirtschaft im Umland der Stadt bildet die Grundlage für die Ernährung der Bevölkerung. Neben Getreide und Gemüse werden auch Zuckerrohr, Kurkuma und Ingwer angebaut. In der Stadt selbst haben sich Händler, Handwerker, Dienstleister und Tagelöhner aller Art angesiedelt.

## Geschichte
Die Stadt Saswad lag an einem alten Handelsweg zwischen der Konkan-Küste und dem Dekkan-Hochland. Mehrere Hindu-Reiche beherrschten die Region bis zur Machtübernahme durch die Moguln. Nach dem Tod Aurangzebs (1707) übernahmen die Marathen unter ihrem Anführer (chhatrapati) Shahu I. († 1749) und seiner Tante Tara Bai († 1761) – trotz innenpolitischer Streitereien – das Ruder. Der Peshwa Balaji Vishwanath (reg. 1713–1720) bestimmte die Stadt zeitweise zur Hauptstadt des Marathenreiches; diese wurde jedoch im Jahr 1720 nach Pune verlegt. Nach dem Dritten Marathenkrieg übernahmen im Jahr 1818 die Briten die Macht.

## Sehenswürdigkeiten

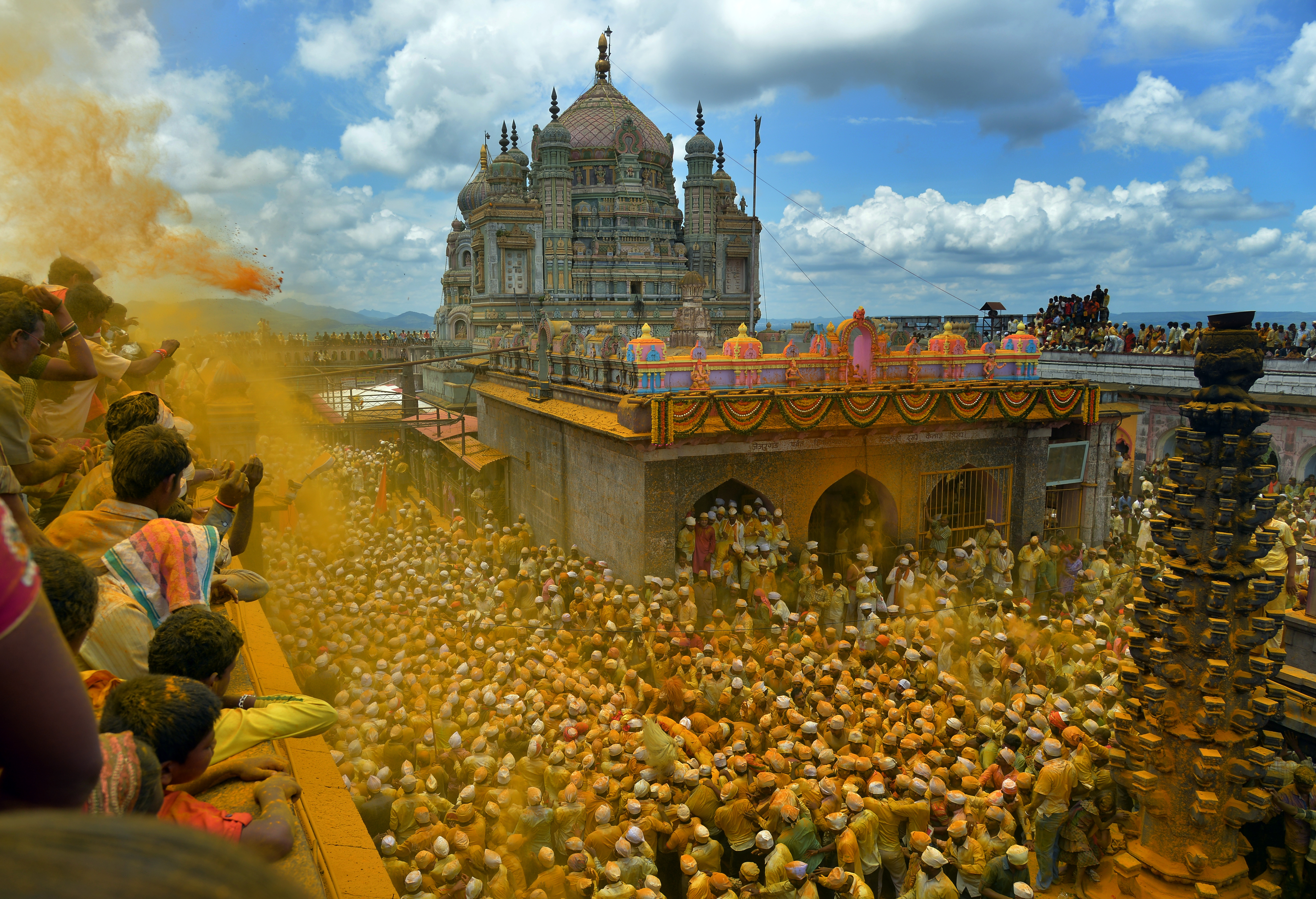
Jejuri – Khandoba-Tempel

- Der mittelalterliche Sangameshwar-Tempel ist dem Hindu-Gott Shiva geweiht und wurde um das Jahr 1720 von der Familie des Peshwa Bajirao I. in Teilen neu gebaut.[2][3]
- Der Vateshwara-Tempel hat eine ähnliche Baugeschichte.

Umgebung
- Das ca. 14 km südwestlich gelegene Purandar-Fort war eine mächtige Bergfestung aus dem 13./14. Jahrhundert. Von den Moguln erobert kam es im Jahr 1670 durch einen Angriff Shivajis wieder in die Hände der Marathen, die es umbauten.
- In Jejuri, ca. 15 km südöstlich, befindet sich der ursprünglich im 12. Jahrhundert erbaute, unter den Peshwas im 18. Jahrhundert jedoch gänzlich neugebaute Tempel der entfernt dem Shivaismus zuzurechnenden Khandoba-Sekte.